# Communauté de communes du Pays de Nérondes
La Communauté de communes du Pays de Nérondes est une communauté de communes française, située dans le département du Cher.

## Géographie

### Géographie physique
Située au centre-nord du département du Cher, la communauté de communes Pays de Nérondes regroupe 12 communes et présente une superficie de 250,3 km2.

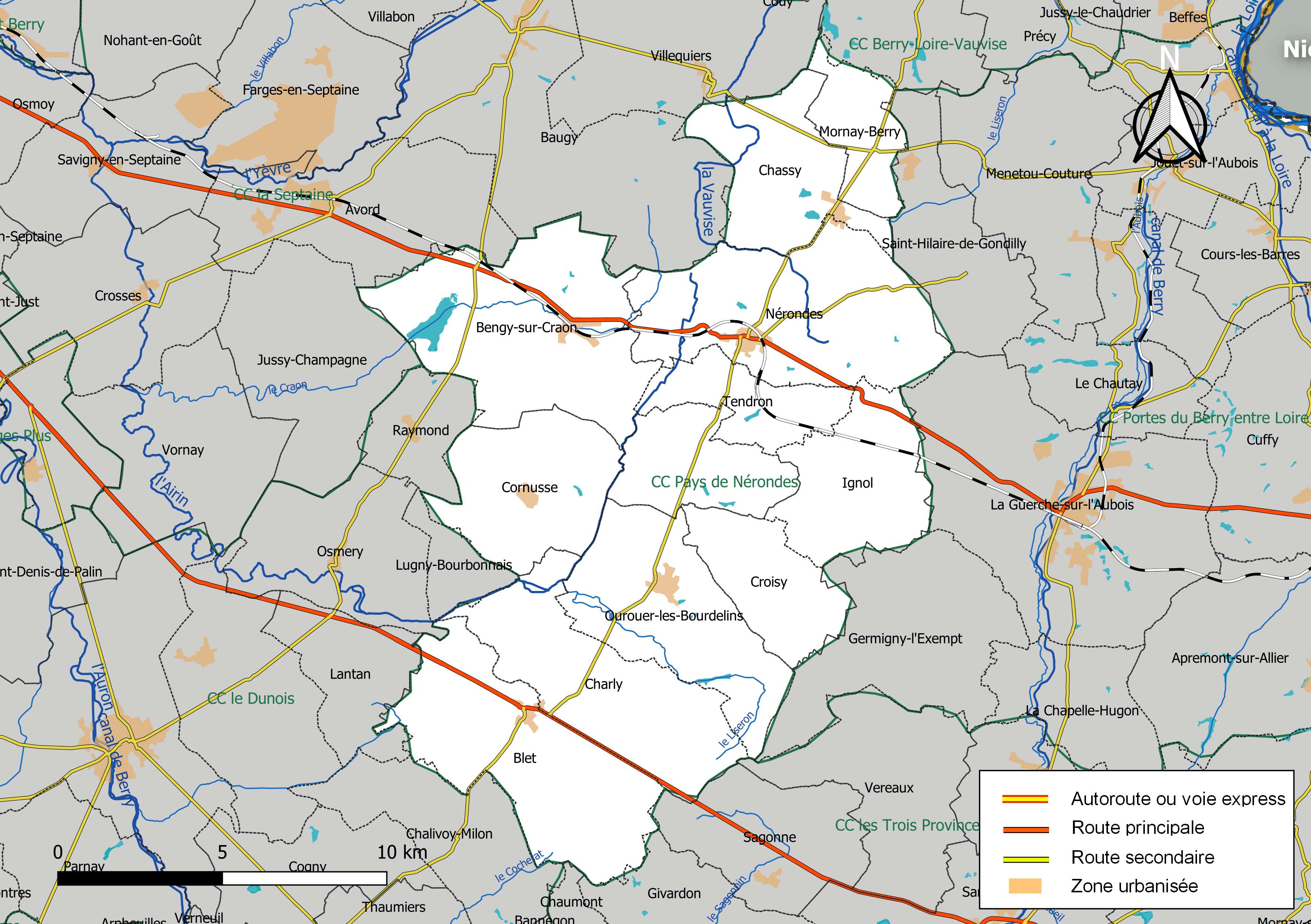
Carte de la communauté de communes Pays de Nérondes au 1er janvier 2019.

### Composition
La communauté de communes est composée des 12 communes suivantes :

| Nom                    | Code Insee | Gentilé      | Superficie (km2) | Population (dernière pop. légale) | Densité (hab./km2) |
| ---------------------- | ---------- | ------------ | ---------------- | --------------------------------- | ------------------ |
| Nérondes (siège)       | 18160      | Nérondais    | 34               | 1 412 (2022)                      | 42                 |
| Bengy-sur-Craon        | 18027      | Bengiacois   | 35,24            | 636 (2022)                        | 18                 |
| Blet                   | 18031      | Blétois      | 30,08            | 565 (2022)                        | 19                 |
| Charly                 | 18054      | Charlyrots   | 25,66            | 235 (2022)                        | 9,2                |
| Chassy                 | 18056      | Chassyssois  | 17,76            | 234 (2022)                        | 13                 |
| Cornusse               | 18072      | Cornussiens  | 19,61            | 227 (2022)                        | 12                 |
| Croisy                 | 18080      |              | 12,96            | 144 (2022)                        | 11                 |
| Flavigny               | 18095      | Flavigniens  | 13,06            | 156 (2022)                        | 12                 |
| Ignol                  | 18113      |              | 17,67            | 174 (2022)                        | 9,8                |
| Mornay-Berry           | 18154      |              | 9,15             | 168 (2022)                        | 18                 |
| Ourouer-les-Bourdelins | 18175      | Bourdelinois | 24,64            | 605 (2022)                        | 25                 |
| Tendron                | 18260      | Tendronais   | 10,44            | 88 (2022)                         | 8,4                |

## Compétences
- Aménagement de l'espace - Schéma de secteur (à titre obligatoire)
- Développement et aménagement économique - Création, aménagement, entretien et gestion de zone d'activités industrielle, commerciale, tertiaire, artisanale ou touristique (à titre obligatoire)
- Développement et aménagement social et culturel
  - Activités périscolaires (à titre facultatif)
  - Construction ou aménagement, entretien, gestion d'équipements ou d'établissements culturels, socioculturels, socioéducatifs, sportifs (à titre optionnel)
- Énergie - Production, distribution d'énergie (à titre facultatif)
- Environnement - Collecte et traitement des déchets des ménages et déchets assimilés (à titre optionnel)
- Logement et habitat - Politique du logement social (à titre optionnel)
- Sanitaires et social - Action sociale (à titre optionnel)
- Autres - Études préalables au transfert ultérieur de compétences (à titre facultatif)

## Historique
- 29 décembre 2006 : création de la communauté de communes
- 12 décembre 2006 : définition du périmètre

## Sources
- Le splaf - (Site sur la Population et les Limites Administratives de la France)
- La base aspic du Cher - (Accès des Services Publics aux Informations sur les Collectivités)